# Sika od Konfina
Sika od Konfina je hrid u Jadranskom moru, na hrvatskom dijelu Jadrana. Nalazi se uz južnu obalu otoka Vele Palagruže, oko 10 metara od njegove južne obale, u blizini plaže Velo žalo. Iz mora se uzdiže 4 m.